# Universiteit voor Nationale en Wereldeconomie
De Universiteit voor Nationale en Wereldeconomie (Bulgaars: Университет за национално и световно стопанство) is de grootste en tevens oudste instelling voor hoger onderwijs in de economische wetenschappen in Bulgarije en Zuidoost-Europa en is opgericht in 1920.
Tijdens de communistische periode luidde de naam van de universiteit Karl Marx Hoger Economisch Instituut.